# György Széll (Soziologe)
György Széll (auch: György Szell, * 13. April 1941 in Budapest) ist ein ungarisch-deutscher Soziologe.
Zunächst Wissenschaftlicher Mitarbeiter der Sozialforschungsstelle an der Universität Münster in Dortmund, wurde er auf eine Professur für Soziologie der Universität Osnabrück gerufen. Dort wurde er (nach 2000) auch emeritiert.
Hauptarbeitsgebiete Szélls waren die Soziologie der Entwicklungsländer, Bildungs- und Arbeitssoziologie, wo er zahlreiche Publikationen vorlegte und herausgab. Lange Jahre wirkte er in Ehrenämtern der International Sociological Association.